# Evelyn Williamson
Evelyn Catherine Laura Williamson (* 30. August 1971 in Hamilton) ist eine ehemalige Triathletin aus Neuseeland und Olympionikin (2000).

## Werdegang
Sie qualifizierte sich für einen Startplatz bei der Weltmeisterschaft 1993 in Manchester und startete seit 1996 als Profi.
Im August 1998 wurde sie Dritte bei der Triathlon-Weltmeisterschaft auf der olympischen Distanz (1,5 km Schwimmen, 40 km Radfahren und 10 km Laufen). 2000 konnte sie in der Schweiz die Erstaustragung des Züri Triathlon gewinnen.

### Olympische Sommerspiele 2000
Sie startete am 25. August bei den Olympischen Sommerspielen 2000 in Sydney, wo sie als einzige und schnellste Neuseeländerin den 22. Rang belegte.
Evelyn Williamson konnte 2001 und 2002 den Alpen-Triathlon am Schliersee gewinnen.
2003 musste sie verletzungsbedingt pausieren. Nachdem sie eine Qualifikation für die Olympischen Spiele 2008 in Peking verpasst hatte, erklärte sie ihre Profi-Zeit für beendet.

## Sportliche Erfolge
| Datum/Jahr    | Rang | Wettbewerb                          | Austragungsort | Zeit        | Bemerkung |
| ------------- | ---- | ----------------------------------- | -------------- | ----------- | --- |
| 5. Juni 2008  | DNF  | ITU Triathlon World Championships   | Vancouver      | –           | |
| 30. Aug. 2007 | 45   | ITU Triathlon World Championships   | Hamburg        | 02:00:18    | |
| 19. Aug. 2007 | 3    | International Weiswampach Triathlon | Weiswampach    |             | |
| 2. Sep. 2006  | 18   | ITU Triathlon World Championships   | Lausanne       | 02:07:31    | |
| 23. Juli 2006 | 1    | ITU Triathlon Asian Cup             | Jinzhou        | 02:08:36    | |
| 10. Sep. 2005 | 23   | ITU Triathlon World Championships   | Gamagōri       | 02:03:16    | |
| 9. Mai 2004   | 25   | ITU Triathlon World Championships   | Madeira        | 01:56:55    | |
| 4. Aug. 2002  | 10   | Commonwealth Games                  | Manchester     | 02:07:26    | hinter der Kanadierin Carol Montgomery                                                                       |
| 29. Juni 2002 | 1    | Alpen-Triathlon                     | Schliersee     |             | |
| 4. Aug. 2001  | 1    | Alpen-Triathlon                     | Schliersee     |             | |
| 22. Juli 2001 | 9    | ITU Triathlon World Championships   | Edmonton       | 02:01:11    | |
| 2000          | 1    | Züri Triathlon                      | Zürich         |             | Siegerin bei der Erstaustragung                                                                              |
| 25. Aug. 2000 | 22   | Olympische Sommerspiele 2000        | Sydney         | 02:05:38,30 | |
| 30. Apr. 2000 | 33   | ITU Triathlon World Championships   | Perth          | 01:58:15    | |
| 11. Sep. 1999 | 16   | ITU Triathlon World Championships   | Montreal       | 01:58:09    | |
| 30. Aug. 1998 | 3    | ITU Triathlon World Championships   | Lausanne       | 02:08:12    | Triathlon-Weltmeisterschaft                                                                                  |
| 24. Aug. 1996 | 16   | ITU Triathlon World Championships   | Cleveland      | 01:55:39    | Triathlon-Weltmeisterschaft auf der olympischen Distanz (1,5 km Schwimmen, 40 km Radfahren und 10 km Laufen) |

| Datum/Jahr   | Rang | Wettbewerb                                      | Austragungsort | Zeit     | Bemerkung                                       |
| ------------ | ---- | ----------------------------------------------- | -------------- | -------- | ----------------------------------------------- |
| 7. Sep. 1996 | 28   | ITU Long Distance Triathlon World Championships | Muncie         | 04:35:33 | Triathlon-Weltmeisterschaft auf der Langdistanz |

| Datum/Jahr   | Rang | Wettbewerb                       | Austragungsort | Zeit | Bemerkung |
| ------------ | ---- | -------------------------------- | -------------- | ---- | --------- |
| 1. Apr. 2005 | 2    | Xterra New Zealand Championships | Rotorua        |      |           |

(DNF – Did Not Finish)